# Dzianis Mihal
Dzianis Aliaxandravich Mihal –en bielorruso, Дзяніс Аляксандравіч Мігаль– (Minsk, URSS, 5 de octubre de 1985) es un deportista bielorruso que compitió en remo.
Ganó cinco medallas en el Campeonato Europeo de Remo entre los años 2007 y 2016.
Participó en tres Juegos Olímpicos de Verano, entre los años 2008 y 2016, ocupando el séptimo lugar en Pekín 2008 (doble scull) y el séptimo en Londres 2012 (cuatro sin timonel) .

## Palmarés internacional
| Campeonato Europeo | Campeonato Europeo     | Campeonato Europeo | Campeonato Europeo |
| Año                | Lugar                  | Medalla            | Prueba             |
| ------------------ | ---------------------- | ------------------ | ------------------ |
| 2007               | Poznań (Polonia)       | Medalla de bronce  | Cuatro scull       |
| 2009               | Brest (Bielorrusia)    | Medalla de plata   | Cuatro scull       |
| 2011               | Plovdiv (Bulgaria)     | Medalla de plata   | Cuatro sin timonel |
| 2015               | Poznań (Polonia)       | Medalla de bronce  | Cuatro sin timonel |
| 2016               | Brandeburgo (Alemania) | Medalla de plata   | Cuatro sin timonel |